# Évolution des horloges circadiennes chez les procaryotes
 (novembre 2021).
La mise en forme du texte ne suit pas les recommandations de Wikipédia : il faut le « wikifier ».
Les points d'amélioration suivants sont les cas les plus fréquents :
- Les titres sont pré-formatés par le logiciel. Ils ne sont ni en capitales, ni en gras.
- Le texte ne doit pas être écrit en capitales (les noms de famille non plus), ni en gras, ni en italique, ni en « petit »…
- Le gras n'est utilisé que pour surligner le titre de l'article dans l'introduction, une seule fois.
- L'italique est rarement utilisé : mots en langue étrangère, titres d'œuvres, noms de bateaux, etc.
- Les citations ne sont pas en italique mais en corps de texte normal. Elles sont entourées par des guillemets français : « et ».
- Les listes à puces sont à éviter, des paragraphes rédigés étant largement préférés. Les tableaux sont à réserver à la présentation de données structurées (résultats, etc.).
- Les appels de note de bas de page (petits chiffres en exposant, introduits par l'outil «  Source ») sont à placer entre la fin de phrase et le point final[comme ça].
- Les liens internes (vers d'autres articles de Wikipédia) sont à choisir avec parcimonie. Créez des liens vers des articles approfondissant le sujet. Les termes génériques sans rapport avec le sujet sont à éviter, ainsi que les répétitions de liens vers un même terme.
- Les liens externes sont à placer uniquement dans une section « Liens externes », à la fin de l'article. Ces liens sont à choisir avec parcimonie suivant les règles définies. Si un lien sert de source à l'article, son insertion dans le texte est à faire par les notes de bas de page.
- La présentation des références doit suivre les conventions bibliographiques. Il est recommandé d'utiliser les modèles {{Ouvrage}}, {{Chapitre}}, {{Article}}, {{Lien web}} et/ou {{Bibliographie}}. Le mode d'édition visuel peut mettre en forme automatiquement les références.
- Insérer une infobox (cadre d'informations à droite) n'est pas obligatoire pour parachever la mise en page.

Pour une aide détaillée, merci de consulter Aide:Wikification.
Si vous pensez que ces points ont été résolus, vous pouvez retirer ce bandeau et améliorer la mise en forme d'un autre article.
 (décembre 2021).
Le rythme circadien chez les procaryotes, oscillant sur 24 heures, est influencé par certaines fluctuations environnementales telles que la température et la luminosité. Il a longtemps été pensé que les procaryotes ne possédaient pas d’horloge endogène puisque cette dernière ne serait d’aucun bénéfice pour tout organisme qui se multiplie en moins de 24 heures. Cependant, en 1998, la découverte d’un mécanisme circadien procaryote chez la cyanobactérie Synechococcus elongatus PCC 7942 réfute cette hypothèse.
Plusieurs scénarios décrivant son origine et son évolution ont été émis, cependant, les biologistes demeurent incapables d’expliquer comment ces gènes se sont développés pour former un système circadien.

## Les hypothèses sur l’origine des horloges circadiennes

### Pression évolutives
Les pressions de sélection sont une possible explication de l’apparition des cycles circadiens. L’anticipation d’évènements naturels comme la lumière, la température ou bien la séparation temporelle des réactions métaboliques pourraient favoriser la survie et la reproduction d’un organisme. Il a été proposé que l’évolution des cycles serait due à l’avantage adaptatif que présente le fait de retarder les évènements sensibles à la lumière à la nuit . L’avantage de cette ségrégation a été confirmé par l’observation que les mécanismes sensibles aux dommages photo-oxydatifs causés par la lumière ultraviolette sont effectués pendant la nuit .
Par ailleurs, une autre hypothèse a été avancée que les gènes de l’horloge possédaient initialement une autre fonction et qu’ils ont possiblement incorporé à l'horloge au fil du temps à cause des pressions évolutives cycliques et de leurs impacts sur les organismes . Ceci est appuyé par l’énorme ressemblance entre les photopigments cryptochromes de l’horloge des plantes et l’enzyme bactérienne photolyase agissant sur d’autres fonctions cellulaires.
De plus, la présence de cycles circadiens chez des bactéries non-photosynthétiques a permis d’avancer l’hypothèse que d’autres types de pressions évolutives, comme la fluctuation du système immunitaire et de la variation de la température corporelle dans le temps, pourraient avoir poussé à l’évolution de l’horloge chez des pathogènes par son caractère adaptatif.

### Fitnessdes cyanobactéries
Le premier signe adaptatif de l’évolution de l’horloge serait la duplication et la fusion du premier gène oscillateur kaiC à deux domaines, il y a entre 3,8 et 3,5 milliards d’années (Ga) chez les cyanobactéries . Cette duplication serait probablement un moyen de s’adapter aux fluctuations de l’environnement .
À cet effet, la composition de l’atmosphère, modifiée par la production d’oxygène de l’activité photosynthétique des cyanobactéries d’autrefois, aurait créé des pressions évolutives sur les cyanobactéries, elles-mêmes sensibles à l’oxygène, . Comme les cycles circadiens influencent l'expression de plusieurs gènes reliés à des fonctions vitales, ils seraient un moyen intégrateur, et donc efficace, de s’adapter aux nouvelles conditions abiotiques par la perte de gènes, leur duplication, les transferts latéraux et la sélection naturelle afin d’évoluer parallèlement à l’histoire biogéologique de la Terre .
Il a aussi été prouvé que la synchronisation de l’horloge interne avec des facteurs cycliques de l’environnement augmente la valeur sélective (fitness), par un avantage reproductif marqué,. Ceci suggère donc que l’horloge circadienne interagit avec l’environnement afin d’obtenir un avantage adaptatif pour l’organisme.

## Les gèneskaichez les procaryotes
Les gènes kai, premiers indices de l’évolution de l’horloge circadienne, sont retrouvés sous différentes formes chez les procaryotes.
Le gène kaiC peut être sous une forme à domaine simple ou double. À la suite d'un transfert horizontal du domaine simple de kaiC des bactéries vers les archées, la duplication et la fusion du gène kaiC aurait mené à la présence d’un double domaine . Ce dernier semble présenter des avantages évolutifs étant donné qu'une copie du domaine conserve les mêmes fonctions que le domaine simple, pendant que la deuxième copie accumule les mutations délétères. Les homologues de kaiC sont retrouvés dans le génome de toutes les archées, sauf chez les genres Methanopyri et Thermoplasmata avec simple ou double domaine. Pour leur part, les cyanobactéries ne possèdent qu’uniquement la forme à double domaine.
Grâce aux analyses phylogéniques, on peut voir les nombreux transferts latéraux des gènes kaiC, kaiB et kaiBC. Les transferts du système kaiBC proviennent des cyanobactéries évolutivement plus avancées vers les procaryotes primitifs (Archée, Protéobactérie et Chloroflexi).
Similairement au gène kaiC, le gène kaiB est présent chez toutes les cyanobactéries. L’opéron formé de kaiB avec kaiC à double domaine est caractéristique des cyanobactéries. Son avènement dans les autres règnes procaryotes est fort probablement dû à un transfert horizontal . De plus, certaines cyanobactéries et protéobactéries contiennent des copies supplémentaires des gènes kaiB et kaiC dans leurs génomes, possiblement dus à leur duplication. Finalement, le gène kaiA n’est présent que chez les cyanobactéries, et ce toujours en une seule copie.

## L’origine des horloges circadiennes dans les cyanobactéries et l’évolution des gènes oscillateurs centrauxkaiA, kaiBetkaiC
Les cyanobactéries sont considérées comme l’un des premiers organismes de la Terre primitive. Certains de leurs gènes circadiens sont probablement aussi âgés. Les gènes prédécesseurs des gènes circadiens étaient probablement présents il y a environ 3 800 millions d’années (Ma), bien avant la divergence entre bactérie et archéobactérie et l’ère des cyanobactéries,. Les gènes kaiC à deux domaines de liaison ATP/GTP sont seulement retrouvés chez les cyanobactéries, tandis que ceux à un domaine de liaison ATP/GTP sont omniprésents chez plusieurs autres procaryotes. Cela suggère qu’un gène prédécesseur à un domaine de liaison ATP/GTP a subi une duplication, puis que la fusion de ces duplications a donné lieu au gène kaiC des cyanobactéries, le gène le plus âgé des gènes kai.
Selon la méthode du maximum de vraisemblance, le gène kaiB et son prédécesseur dans les cyanobactéries sont apparus il y a environ 3 500 à 2 320 Ma. L’horloge circadienne primitive des cyanobactéries était alors composée des gènes kaiB et kaiC seulement . L’apparition de l’opéron kaiBC et du complexe kaiB-kaiC est estimée à environ 2 300 Ma .
L’origine du gène kaiA demeure controversée. Jusqu’à récemment, les analyses phylogénétiques des gènes kaiA et des éléments du système kaiABC situaient l’origine du gène kaiA il y a environ 2 320 Ma . Cependant, de nouvelles évidences à la suite des analyses des phylogénies suggèrent que l’origine du gène kaiA pourrait remonter au même moment que celle des cyanobactéries.
Le moment où les gènes oscillateurs ont acquis leur habileté d’osciller est toujours incertain . L’aptitude pourrait être survenue au moment où les trois gènes kai, formant le système kaiABC, et de l’ATP se sont rencontrés, soit la condition minimale requise afin de créer un cycle circadien chez les cyanobactéries. De même, certaines cyanobactéries possèdent des systèmes d’oscillateurs incluant seulement les gènes kaiB et kaiC (système kaiBC). Le système kaiBC a pour origine la perte de kaiA il y a environ 1050 à 400 Ma,. Ainsi, les oscillateurs pourraient avoir gagné leur habilité à osciller même en l’absence de kaiA .

## Au-delà des procaryotes
Depuis l’apparition du cycle circadien chez les procaryotes, les organismes des autres règnes ont développé des composantes moléculaires des horloges circadiennes qui semblent infiniment variées. Cependant, les rôles de celles-ci sont souvent demeurés très semblables à ceux des procaryotes .
Par exemple, la fonction de la protéine KaiA des cyanobactéries, qui est d’activer la transcription de certains gènes de l’horloge, est visiblement conservée, entre autres, chez les complexes protéiques WC-1/WC-2, CLOCK/CYCLE, et CLOCK/ BMAL1, respectivement de Neurospora, Drosophila et de la souris,,.
À travers presque tous les taxons, les cycles circadiens résultent d’un enchaînement coordonné de boucles de rétroaction, positives et négatives, agissant sur la transcription et la traduction et oscillant sur une période de 24 heures . Plusieurs études ont démontré que deux familles de domaines, jouant un rôle central dans l’enclenchement de ces boucles, sont largement conservés à la fois sur des protéines de l’horloge des procaryotes et sur celles des eucaryotes: la famille bHLH (basic Helix-Loop-Helix), famille des domaines de liaison à l’ADN et la famille PAS (PER-ARNT-SIM) servant aux interactions protéine-protéine,.
Malgré un système de base relativement constant, les composantes moléculaires des horloges circadiennes des eucaryotes n’ont peu ou pas d’homologies ni avec les procaryotes ni entre elles. Cela suggère que les cycles circadiens ont possiblement évolué différemment chez les autres règnes, ce qui ne fait que démontrer, une fois de plus, l’importance adaptative de l’horloge circadienne.